# Samsung Galaxy A13
Samsung Galaxy A13 este un smartphone Android produs de Samsung Electronics. Modelul 4G LTE a fost anunțat pe 4 martie 2022, iar modelul 5G a fost anunțat pe 2 decembrie 2021. Telefonul are o configurație de patru camere (triplă pentru versiunea 5G) cu o cameră principală de 50 MP, un ecran Infinity-V Full HD+ de 6,6 in (175 mm) (HD+ pentru versiunea 5G) și o baterie Li-Po de 5000 mAh. Vine cu Android 12 (Android 11 pentru versiunea 5G).

## Design

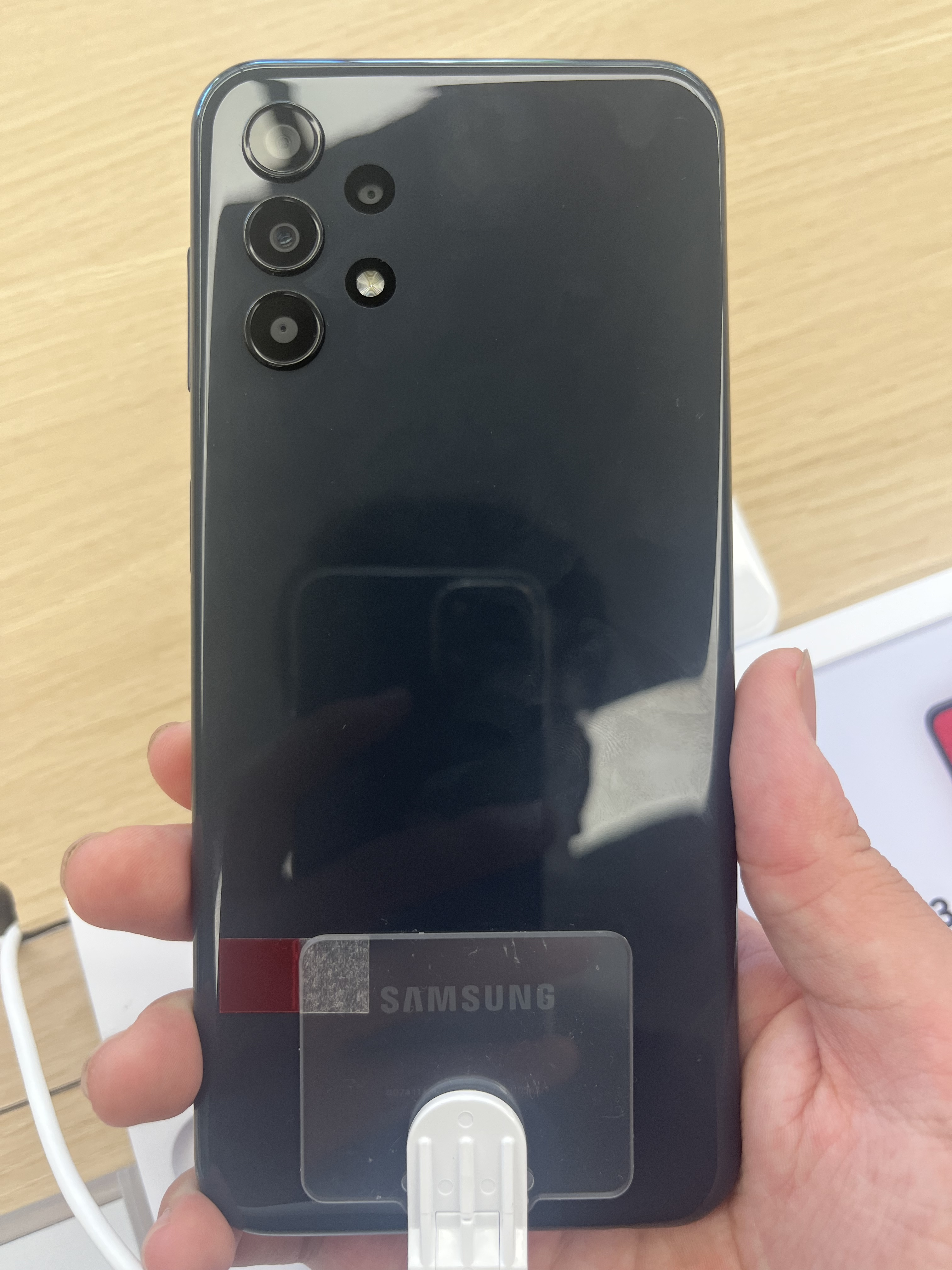
Spatele telefonului Samsung Galaxy A13

Ecranul lui Galaxy A13 este fabricat din Corning Gorilla Glass 5, iar la modelul 5G, sticla este de la un producător necunoscut. Corpul modelului 4G este din plastic lucios, iar cel al modelului 5G este din plastic mat.
Designul telefonului este similar cu Samsung Galaxy A32.
În partea de jos se află conectorul USB-C, difuzorul, microfonul și mufa audio de 3,5 mm. Galaxy A13 5G are un al doilea microfon pe partea de sus. Pe partea stângă, în funcție de versiunea Galaxy A13, există un slot pentru 1 cartelă SIM și un card de memorie microSD de până la 1 TB sau pentru 2 cartele SIM și un card de memorie microSD de până la 1 TB, iar la Galaxy A13 5G doar pentru 1 cartelă SIM și card microSD de până la 1 TB. Pe partea dreaptă se află butoanele de volum și butonul de blocare, care are scaner de amprente integrat.
Samsung Galaxy A13 este disponibil în 4 culori: negru, albastru, alb și culoarea piersicii.
Samsung Galaxy A13 5G este disponibil în culorile negru și verde, iar pe plan global include și albastru, roz/culoarea piersicii și oranj.

## Specificații

### Hardware
Modelul 4G are un procesor Exynos⁠(d) 850 și un procesor grafic Mali-G52.
Modelul 5G are un procesor MediaTek⁠(d) MT6833 Dimensity 700 cu suport 5G și un procesor grafic Mali-G57 MC2. Ulterior, modelul A13 (SM-A137F) a primit un procesor Mediatek Helio G80.

#### Baterie
Bateria are o capacitate de 5000 mAh și suportă încărcare rapidă la 15 W.

#### Camere
Galaxy A13 are o cameră principală cvadruplă de 50 MP, f/1.8 (unghi larg) cu focalizare automată cu detecție de fază + 5 MP, f/2.2 (ultra-unghi larg) cu unghi de vizualizare de 123° + 2 MP, f/2.4 (macro) + 2 MP, f/2.4 (senzor de adâncime). Camera principală folosește tehnologia de combinare a patru pixeli (pixeli binning), iar rezoluția reală este de 12.5 MP. 
Camera frontală are o rezoluție de 8 MP și o diafragmă de f/2.2 (largă). Atât camera principală, cât și cea frontală pot înregistra videoclipuri la o rezoluție de 1080p@30fps.
Galaxy A13 5G are o cameră triplă principală de 50 MP, f/1.8 (unghi larg) cu focalizare automată cu detecție de fază + 2 MP, f/2.4 (macro) + 2 MP, f/2.4 (senzor de adâncime). Camera frontală are o rezoluție de 5 MP și o diafragmă de f/2.0 (unghi larg). Atât camera principală, cât și cea frontală pot înregistra videoclipuri la o rezoluție de 1080p@30fps.
Samsung a echipat telefonul A13 cu un sistem de patru camere, care include obiective pentru unghi larg, ultra-larg, macro și detecție a adâncimii.

#### Display
Ecranul lui Galaxy A13 este un PLS TFT LCD de 6.6 inch, cu rezoluție FullHD+ (2408 × 1080), o densitate a pixelilor de 400 ppi, raport de aspect 20:9 și un decupaj Infinity-V (în formă de picătură) pentru camera frontală.
Ecranul lui Galaxy A13 5G este tot un PLS TFT LCD, de 6.5 inch, cu rezoluție HD+ (1600 × 720), o densitate a pixelilor de 270 ppi, raport de aspect 20:9, o rată de reîmprospătare a ecranului de 90 Hz și un decupaj Infinity-V (în formă de picătură) pentru camera frontală.

#### Memorie
Galaxy A13 este disponibil în configurații cu stocare de 32GB și memorie RAM de 3GB, 32GB/4GB, 64GB/4GB, 128GB/4GB și 128GB/6GB.
Galaxy A13 5G este disponibil în variante cu 64GB/4GB, 128GB/4GB și 128GB/6GB.

### Software
Modelul 4G a fost lansat cu Android 12 și poate fi actualizat la Android 13 cu One UI 5.0, urmând să poată fi upgradat la Android 14 cu One UI 6.1.
Modelul 5G a fost lansat cu Android 11 și poate fi actualizat la Android 13 cu One UI 5.0, urmând să poată fi upgradat la Android 14 cu One UI 6.1.

### Conectivitate
Modelul 4G acceptă date până la 4G/LTE, pe când modelul 5G are inclus și suport pentru 5G. Spre deosebire de predecesorul său, ambele modele 4G și 5G acceptă NFC. De asemenea, ambele suportă Bluetooth.

## Recepție
The Verge⁠(d) a remarcat faptul că telefonul este o opțiune bună pentru cei care caută un telefon ieftin, având o durată de viață a bateriei bună și performanțe decente, însă ecranul și camera foto sunt mai slabe.